# Colonie familiale de Dun-sur-Auron
Le service d'accueil familial thérapeutique du centre hospitalier George Sand, connu historiquement comme  la colonie familiale de Dun-sur-Auron,, est une structure d'accueil de patients psychiatriques en milieu ouvert, au sein de familles d'accueil, fondée en 1892 par le docteur Auguste Marie. Il s'agit d'un des premiers exemples de désinstitutionnalisation psychiatrique en France.

## Principe
L'accueil familial thérapeutique, anciennement appelé « placement familial » est une pratique intermédiaire entre le maintien à domicile des patients psychiatriques et le placement dans un établissement de soin spécialisé.
Dans l'accueil familial, les patients vivent chez des particuliers, agréés et rémunérés par les autorités publiques. Ils bénéficient d'une grande liberté de mouvement, et intègrent un cadre social plus proche de leur vie civile, plus souple que ce qui peut exister au sein d'un hôpital, tout en en étant encore suivis régulièrement par des médecins,.
Les idées de base de l'AFT ont été mises en pratique dès le début de la colonie familiale de Dun-sur-Auron, mais une plus grande emphase sur la notion de soin a  été mise à partir des réformes des années 1990.

## Histoire

### Contexte
À  la fin du XIXe siècle, les asiles psychiatriques français accueillent de plus en plus de patients. La loi de 1838 est utilisée pour décider le placement d'office d'un nombre croissant de personnes, mais de nombreux départements ne se dotent pas des établissements requis par cette même loi, ce qui aboutit à la surcharge des établissements existants.
D'autre part, de vives critiques sont formulées contre l'utilisation de l'enfermement à l'égard des patients psychiatriques, où se mêlent crainte de l'instrumentalisation à des fins politiques ou privées, mais aussi les critiques des conditions délétères qui règnent dans les asiles, qui sont jugées très défavorables au bien-être des patients et préjudiciables à leur guérison. L'écrivain Hector Malot s'engage pour la réforme de la loi de 1838 et publie en 1869 Un Beau-Frère, roman relatant l'internement abusif d'un homme sain d'esprit qui sombre cependant dans la folie par la suite en raison de la dureté des conditions dans les asiles.
Le baron autrichien Jaromir von Mundy est un autre adversaire acharné de l'internement. En 1860, il publie un pamphlet pour défendre l'exemple de la ville belge de Geel, où se pratique l'accueil des malades mentaux depuis le moyen-âge.
Avec l'aide de Jules Duval, il conçoit pour l'exposition universelle de 1867 un pavillon présentant l'exemple de la ville de Geel au grand public,.
Bien que fortement critiqué par certains aliénistes français, cette démonstration rencontre un certain retentissement dans le public.
Un autre exemple d'alternative est fourni par les établissements de santé britanniques où le no-restraint, l'abandon des contraintes mécaniques sur les patients, ainsi que l'open door, la permission pour les malades de sortir dans l'asile sous condition, sont érigés en principes, approches alors rejetées en France.
Le modèle des asiles fait donc sentir ses limites à la fois d'un point de vue pratique, notamment économique, et d'un point de vue humain, et c'est ce qui motive les responsables du département de la Seine à se tourner en 1892 vers la création d'une colonie familiale, à titre d'essai. Auguste Marie, jeune médecin auparavant mandaté pour réaliser un rapport sur les pratiques de placement familial en Écosse, est choisi pour mener à bien le projet,,.

### Fondation et essor de la colonie
En 1892, la colonie familiale est fondée à Dun-sur-Auron et Auguste Marie en devient le premier dirigeant avec le titre de médecin adjoint,. Une cinquantaine de femmes issues des asiles du département de la Seine sont choisies pour être les premières patientes de la nouvelle structure,.
Auguste Marie montre un soin minutieux aussi bien dans la sélection des malades retenues que dans celui des familles de « nourriciers » qui doivent pouvoir les accueillir dans des conditions décentes. Les premières malades sont des femmes d'âge mûr, notamment pour éviter les grossesses, atteintes de diverses formes de démences mais considérées comme inoffensives.
L'appréhension initiale des habitants de Dun à l'accueil de patients psychiatriques est vite levée : une quarantaine de familles se proposent pour accueillir les premières patientes, et une fois la pratique mise en place, la colonie n'a pas de mal à trouver plus de familles candidates à l'accueil de patients, la population étant désormais convaincue de la faiblesse du risque qu'ils représentent, et y voyant d'autre part un intérêt financier, dans une région touchée alors par une crise économique.
Les conditions d'accueil sont très hétérogènes, dépendant des possibilités individuelles des nourriciers. Les premières familles d'accueil sont choisies parmi les habitants du bourg de Dun proprement dit, mais des familles habitant des fermes et des villages des alentours se mettent également à héberger des malades. Dans certains de ces villages des infirmeries sont mises en place, constituant ainsi des annexes à la colonie.
Les patients eux-mêmes sont libres de leurs allées et venues, du moins dans Dun et ses environs, et peuvent participer à la vie du village, aller à la messe et fréquenter les cafés et les commerces. À cette époque, leur intégration dans les familles est prônée par l'institution et il est recommandé, par exemple de manger les repas avec eux à la même table, même si ce n'est pas toujours le cas,.
Les premiers locaux comprennent principalement une petite infirmerie permettant de garder les patients temporairement en observation avant de leur trouver une famille d'accueil.
Le développement rapide de la colonie suscite l'achat ou la construction de bâtiments pour y héberger de nouveaux services. Notamment le pavillon Henri Leroux, créé en 1910 pour abriter les patientes trop âgées et impotentes pour rester en famille d'accueil,.
Les patients ont également la possibilité (mais non l'obligation) de travailler, soit pour le compte de la colonie elle-même, les prix étant alors fixés par l'administration de la colonie, soit pour le compte de nourriciers. C'est d'ailleurs dans le but de pouvoir effectuer des travaux demandant plus de force physique que quelques patients masculins sont acceptés alors que la colonie est officiellement destinée aux femmes,.
En 1896, Auguste Marie est promu officiellement médecin-directeur.
En 1898, Paul Brousse loue l'exemple de Dun, et souligne, au-delà de l'objectif de décharger les asiles, l'intérêt thérapeutique du nouveau système, tout en ne manquant pas d'en rappeler également l'intérêt économique. La colonie compte alors environ 300 patients et sur les 504 admissions, seuls 25 ont dû réintégrer un asile.
En 1900, l'une des annexes de la colonie devient un établissement indépendant, la colonie familiale d'Ainay-le-Château, destinée aux patients masculins.
Les deux colonies familiales apparaissent alors comme des succès, au point d'accepter dès cette époque des patientes d'âges plus variés ou nécessitant un suivi plus soutenu de la part des médecins en raison notamment de troubles délirants.
Ainsi, le Dr André Viallon, médecin de l'asile de Bron, donne une description favorable du système de Dun et préconise la création d'une institution similaire pour décharger les asiles du département du Rhône.
En  1908, le docteur Antony Rodiet devient médecin-directeur de la colonie en  remplacement du docteur Truelle. Il le restera jusqu'en 1920.
En 1910, la colonie compte 962 patients, et en 1915, 1027. Outre Dun, des patients sont hébergés dans les villages voisins de Bussy, Osmery et Ourouer-les-Bourdelins,.

### La première guerre mondiale
Le déclenchement de la première guerre mondiale suscite un afflux de nouveaux patients à la colonie en raison de l'évacuation des asiles de la Seine. Si la mobilisation augmente le nombre de familles volontaires qui y voient un moyen d'avoir des bras supplémentaires, la rémunération de l'accueil fait l'objet d'une querelle avec l'administration : les familles de nourriciers rédigent une pétition en 1915 pour être mieux indemnisées,.
Les patients de Dun-sur-Auron souffrent particulièrement des privations durant le conflit. Comparativement moindre que dans les établissements fermés, la mortalité augmente tout de même sensiblement au sein de la colonie durant cette  période, et d'autant plus que les privations pèsent plus lourdement sur les patients qui font par exemple l'objet de discriminations lors des distributions de pain. À la fin du conflit, la grippe espagnole fait également des ravages à Dun, y compris parmi les patients.
Après la première guerre mondiale, les services de la colonie familiale sont temporairement sollicités pour accueillir des orphelins.

### La deuxième guerre mondiale
Durant l'occupation, la colonie de Dun est l'une des rares institutions de soin psychiatriques où, grâce à l'accueil par les familles et au jardinier de la colonie, aucun patient ne meurt de faim, comparativement à la situation dans beaucoup d'hopitaux psychiatriques à la même période.
Le docteur Masson, médecin directeur de la colonie à partir de 1941, y organise un centre de chirurgie clandestin en août 1944 dirigé par le docteur Wintrebert,,.

### De l'après-guerre à aujourd'hui
Les nouvelles formes de traitements psychiatriques font leur apparition à Dun. En 1943, la sismothérapie est expérimentée. Dans les années 1950, ce sont les neuroleptique qui font leur apparition. Ces nouveaux médicaments, très puissants, permettent d'accueillir à Dun des malades qu'on ne laissait jusque là pas sortir des asiles, notamment des schizophrènes.
En 1952, la photographe Sabine Weiss réalise un reportage photographique sur la colonie familiale,.
De nouveaux bâtiments sont construits dans les années 1960 et 1970, pour augmenter les capacités d'accueil hospitalières, notamment pour les patients âgés mais aussi pour faciliter l'arrivée de nouveaux patients ou la prise en charge sur place de cas graves nécessitant une hospitalisation longue.
En 1968, des ateliers d'ergothérapie sont mis en place à Dun et dans les annexes de la colonie.
À partir de 1973, la colonie familiale change de statut et devient un centre psychothérapeutique.
Avec la sectorisation, la notion d'une colonie uniquement de patientes féminines est officiellement abolie, même si en réalité des patients masculins ont toujours été présents à Dun. La même année, une école est fondée au sein de l'établissement afin de former des infirmiers pour assurer des visites de contrôles chez les nourriciers de la colonie et épauler les médecins, école qui fermera ses portes en 1986,.
De plus, les patients sont de plus en plus souvent originaires de la région et non plus seulement de Paris, même si ces derniers restent majoritaire en 1990. 
En 1976, le centre devient un Centre Hospitalier Spécialisé.
Les lois sur la décentralisation de 1982 amènent le changement de rattachement de la structure qui dépend désormais du département du Cher et non plus de Paris.
À partir de la réforme de 1989 et 1990, il est désormais interdit que les patients exercent un travail salarié, ni pour les habitants de Dun, ni via le système du "pécule" jadis mis en place par l'administration.
D'autre part, les familles d'accueils ont désormais un statut de salariées de droit public ouvrant droit à la sécurité sociale et à la retraite et assorti d'une obligation d'agrément. Des critères de confort plus exigeant sont mis en place pour le logement des malades.
En 2003, le centre hospitalier de Dun-sur-Auron fusionne avec les centres de Chezal-Benoît et de Beauregard, à Bourges, pour devenir le centre hospitalier George-Sand. Le centre compte alors encore 59% de patients provenant de la région parisienne.
En 2015, le service comptait encore 250 patients, répartis entre 150 familles d'accueil.

### Livres et articles historiques
- Juliette Rigondet, Un village pour aliénés tranquilles, Librairie Arthème Fayard, 15 mai 2019, 312 p. (ISBN 978-2-2137-0212-4).
- Denise Jodelet, Folies et représentations sociales, Presses universitaires de France, 1989, 398 p. (ISBN 978-2-1304-2176-4, lire en ligne).
- Aude Fauvel, « Les fous en liberté. La naissance des « colonies familiales » de la Seine », Revue de la Société française d'histoire des hôpitaux, no 136,‎ 2010
- Marie Derrien, « Soigner les incurables ? L’expérience des colonies familiales et la réforme de l’assistance aux aliénés en France (1892-1939) », Revue d’histoire moderne & contemporaine,‎ 2020, p. 24-43 (lire en ligne)
- Isabelle von Bueltzingsloewen, « Réalité et perspectives de la médicalisation de la folie dans la France de l'entre-deux-guerres », Genèses, no 82,‎ janvier 2011 (lire en ligne)
- Marie Derrien et Mathilde Rossigneux-Méheust, « L'âge des travailleuses du care : une propriété sociale invisible ? Enquête sur les nourricières des colonies familiales d'aliéné·es (1892-1992) », Sociétés contemporaines, no 129,‎ 2023, p. 23-52
- Marie Derrien, « 1914-1918 : un moment pionnier de la déshospitalisation psychiatrique en France ? : Pratiques expérimentales et transformations du modèle asilaire pendant la Grande Guerre », dans La fin de l’asile ?, Presses Universitaires de Rennes, 13 octobre 2022 (DOI 10.4000/books.pur.172143., lire en ligne)

### Articles de la presse généraliste
- Manon Michel, « Le jour où 1 500 malades mentaux ont débarqué à Dun-sur-Auron », sur vice.com, 15 mai 2019
- Émilie Lanez, « Dans Le Cher, l'histoire oubliée d'une colonie pour malades mentaux », Le Point,‎ 28 mai 2019 (lire en ligne)

- Christine Lamiable, « La folle expérience des « colonies » d’aliénées », Causette,‎ 1er juillet 2021 (présentation en ligne)

### Reportage télévisuel
- [vidéo] « Pas folle la liberté » sur France 3 Centre-Val-de-Loire, 21 novembre 2018 (consulté le 15 mars 2024)

### Ouvrages d'époque
- Paul Brousse, Note sur l'assistance familiale des aliénés, 1898 (lire en ligne)
- Dr. Pornain, Assistance et traitement des idiots, imbéciles, débiles, dégénérés amoraux, crétins, épileptiques; adultes et enfants, colonies familiales, 1900 (lire en ligne), p. 119
- Paul Garnier, Traité de thérapeutique des maladies mentales et nerveuses : hygiène et prophylaxie, 1901 (lire en ligne), p. 100
- Congrès annuel de médecine mentale : troisième session tenue à Blois du 1er au 6 août 1892 (lire en ligne)
- André Viallon, Assistance à domicile et colonies familiales : augmentation progressive du nombre des aliénés dans le Rhône, 1901 (lire en ligne)